# Золин, Леонид Сергеевич
Леонид Сергеевич Золин — советский и российский физик, ведущий научный сотрудник Лаборатории высоких энергий им. В. И. Векслера и А. М. Балдина Объединённого института ядерных исследований (ОИЯИ).

## Биография
Родился 12 февраля 1931 года.
Окончил МИФИ (1955) и по направлению работал в Челябинске-40 (ныне ПО «Маяк»).
С 1958 г. в Лаборатории высоких энергий ОИЯИ: старший научный сотрудник, ведущий научный сотрудник, главный научный сотрудник.
С середины 1960-х гг. проводил опыты на синхрофазотроне. В экспериментах на Серпуховском ускорителе был одним из тех, кто обнаружил новое явление — сужение дифракционного конуса в упругом протон-протонном рассеянии. Результат зарегистрирован в Государственном реестре открытий СССР с приоритетом от 1969 года и Л. С. Золин указан среди его авторов.
С 1996 года доктор физико-математических наук, диссертация: Эксперименты на пучках протонов высоких энергий : Упругая дифракция, кумулятив. процессы: 01.04.16. — Дубна, 1996. — 311 с. : ил.

## Награды и звания
- Государственная премия СССР (1983 год) — за активное участие и большой творческий вклад в цикл экспериментов.